# لجنة إعالة الطفل والإنفاذ
لجنة إعالة الطفل والإنفاذ هي هيئة عامة غير حكومية تأسست بغرض الاضطلاع بمسؤولية نظام إعالة الطفل في بريطانيا العظمى.
وكان الهدف الرئيسي للجنة يكمن في زيادة عدد تنظيمات إعالة الطفل الفعالة (الخاصة أو القانونية) للأطفال الذين يعيشون بعيدًا عن والديهم. وبموجب إصلاحات الهيئات غير الحكومية في المملكة المتحدة لعام 2010، أصبحت لجنة إعالة الطفل والإنفاذ مجموعة إعالة الطفل ضمن إدارة العمل والمعاشات، المسؤولة الآن عن وظائفها.

## الوظائف
أعلنت اللجنة عن ثلاث وظائف خاصة بها:
- تعزيز المسؤولية المالية الواجبة على الآباء تجاه أطفالهم؛
- توفير المعلومات والدعم بشأن الخيارات المختلفة للإعالة (خيارات إعالة الطفل)؛
- توفير الخدمات القانونية الخاصة بإعالة الأطفال مع الإنفاذ الفعال (وكالة دعم الطفل).

## معلومات تاريخية
خلال عام 2008، بدأت اللجنة بعرض المعلومات والدعم على مختلف خيارات إعالة الأطفال المتاحة على الآباء. كما قدمت اللجنة أيضًا الخدمات القانونية الفعالة الخاصة بإعالة الأطفال إلى جانب عمليات التقييم المتطور والجمع والإنفاذ. وتم إدخال صلاحيات الإنفاذ الجديدة من 2009/10. وكانت تهدف هذه التغييرات إلى ضمان تحمل الوالدين مسؤولية توفير الدعم المالي لأطفالهما، حيثما يكون لديهما إمكانية الوصول إليهما أو عدم إمكانية ذلك.
وقد تم إلغاء اللجنة في 31 يوليو 2012، وأُدرجت وظائفها مرة أخرى في إدارة العمل والمعاشات، وواصلت «مجموعة إعالة الطفل» العمل باستخدام اسم العلامة التجارية وكالة دعم الطفل لهؤلاء الذين يستخدمون المخططات القانونية من 1993 وحتى 2003.
وعُرف «مخطط 2012» الجديد بخدمات إعالة الطفل وبدأ باستقبال محدود للحالات الجديدة في 10 ديسمبر 2012.

## وصلات خارجية
Official website